# Challenger de Midland 2021
El Dow Tennis Classic 2021 fue un torneo de tenis profesional jugado en canchas duras. Fue la 27ª edición del torneo y formó parte de los Torneos WTA 125s en 2021. Se llevó a cabo en Midland, Estados Unidos, entre el 1 de noviembre al 7 de noviembre de 2021.

## Cabezas de serie

### Individuales
| Tenista         | Ranking | Preclasificada |
| Madison Brengle | 70      | 1              |
| Misaki Doi      | 107     | 2              |
| Maddison Inglis | 128     | 3              |
| Harriet Dart    | 136     | 4              |
| Caty McNally    | 144     | 5              |
| Katarzyna Kawa  | 159     | 6              |
| Lizette Cabrera | 163     | 7              |
| Hailey Baptiste | 166     | 8              |

- Ranking del 25 de octubre de 2021

### Dobles
| Tenista                               | Ranking | Preclasificada |
| Catherine Harrison Sabrina Santamaria | 171     | 1              |
| Harriet Dart Asia Muhammad            | 242     | 2              |
| Peangtarn Plipuech Aldila Sutjiadi    | 277     | 3              |
| Katarzyna Kawa Conny Perrin           | 299     | 4              |

## Campeonas

### Individuales femeninos
Madison Brengle venció a  Robin Anderson por 6–2, 6–4

### Dobles femenino
Harriet Dart /  Asia Muhammad vencieron a  Peangtarn Plipuech /  Aldila Sutjiadi por 6–3, 2–6, [10–7]